# Eternal (gruppo musicale)
Le Eternal sono un girl group britannico di musica R&B, formatosi nel 1992. La band, originaria di Londra, è stata attiva fino al 2000, prima di ricomporsi ufficialmente nel 2013.
La formazione del gruppo è stata la seguente: Easther Bennett (1992-2000; 2013-presente), Vernie Bennett (1992-2000; 2013-presente), Louise Redknapp (1992-1995) e Kéllé Bryan (1992-1999; 2013-2014).

## Discografia

### Album
- 1993 - Always & Forever (UK #2)
- 1995 - Power of a Woman (UK #6)
- 1997 - Before the Rain (UK #3)
- 1999 - Eternal (UK #87)

### Raccolte
- 1997 - Greatest Hits (UK #2)
- 2001 - Stay - The Essential Eternal Collection
- 2002 - Now & Forever
- 2002 - Essential

### Singoli
- 1993 - Stay (UK #4)
- 1994 - Save Our Love (UK #8)
- 1994 - Just a Step from Heaven (UK #8)
- 1994 - So Good (UK #13)
- 1994 - Oh Baby I... (UK #4)
- 1994 - Crazy (UK #15)
- 1995 - Power of a Woman (UK #5)
- 1995 - I Am Blessed (UK #7)
- 1996 - Good Thing (UK #8)
- 1996 - Someday (UK #4)
- 1996 - Secrets (UK #9)
- 1997 - Don't You Love Me (UK #3)
- 1997 - I Wanna Be the Only One (featuring BeBe Winans) (UK #1)
- 1997 - Angel of Mine (UK #4)
- 1999 - What'cha Gonna Do (UK #16)